# Świat Żużla
Świat Żużla – kwartalnik wydawany w całej Polsce o tematyce żużlowej. Przeważnie ma stałą treść:
- I kwartał (wydawany na przełomie marca i kwietnia) ma tytuł "Skarb Kibica" zawiera on m.in. terminarze na cały sezon, obszerne informacje o drużynach wszystkich polskich klas rozgrywkowych, składy drużyn z kilku zagranicznych lig, oraz informacje o rozgrywkach pozaligowych o nagrody PZM.
- II kwartał wydawany w kwietniu lub maju. Ma tytuł "Skarb Kibica: Grand Prix". Zawiera on obszerne informację o cyklu SGP, m.in.: sylwetki uczestników, programy na wszystkie turnieje, najważniejsze punkty regulaminu.
- III kwartał wydawany w czerwcu. Ma tytuł "Skarb Kibica: Drużynowy Puchar Świata". Zawiera on obszerne informację o cyklu SWC, m.in.: składy reprezentacji, programy na wszystkie turnieje, najważniejsze punkty regulaminu, wyniki z lat poprzednich i historię DMŚ autorstwa W. Dobruszka.
- IV kwartał zawiera szczegółowe wyniki z całego sezonu. Wychodzi w grudniu.